# Башир-Шейх
Башир-Шейх, Шейх Абу Башир ал-Яхсави, Абу-Шайх (чечен. Бешир-Хьажи, кум. Башыр Шайых; 1810 год, Эндирей — 1873 год, Аксай, Российская империя) — чеченский и дагестанский авлия, один из суфиев-распространителей тариката накшбандия на Северном Кавказе. Один из наибов имама Шамиля. Выходец из чеченского тайпа дишний.

## Биография
Башир-Шейх родился в 1810 году в селении Эндирей. Абу (позже – Башир-Шейх ал-Яхсави) был сыном Гоги. У него были братья Абаз (Агабек), Альбери и сестра – Джаннат-Абай – похороненная в Эндирее. Башир-Шейх является дедом известного поэта и писателя Абдуллы Баширова.
Пятым предком Башир-Шейха был Махмуд. Его сына звали Мухаммад, а внука — Гебек, последний был известным шейхом. Он жил в Эндирее, в местности Гебек-Кала, которая принадлежала ему. Гебек-Шейх был убит односельчанами, которые приняли его за врага в тумане. Перед смертью он попросил убийц похоронить его там, где остановится его конь. Гебек сам прочитал себе ясин. Абреки выполнили последнюю волю Гебека и похоронили его у подножия священной горы Гебек-Кала, где сейчас находится зиярат Гебек-Шейха. Сына Гебек-Шайха звали Орак, а сына Орака звали Гоги Ораков. Он был отцом Башир-Шейха. Они также проживали в Эндирее, были глубоко образованными духовными лицами и занимали пост кадия этого села.
В 1831 году, накануне возмущения аула Эндирей Гази-Мухаммадом (Кази-Муллой), вместе с односельчанином шейхом Ташев-Хаджи, Башир-Шейх примкнул к горскому ополчению. Участвовал в осадах крепостей Бурная, Внезапная, городов Дербент и Кизляр.
По мнению современных исследователей, в 1850–1851 году, после смерти Умалат-Шейха, Шамиль мог доверить наставничество только другому шейху Гази-Хаджи (религиозное имя – Беза). Также они предполагают что, верным сподвижником последнего в этом деле, был Башир-Шейх.
По данным источников, Гази-Шейх и Башир-Шейх были давними предшественниками Кунта-Хаджи в распространении тариката в Чечне.
Согласно преданиям, в начале 1850-х годов XIX века Башир-Шейх покинул Имама Шамиля и вернулся к мирной жизни, поселившись недалеко от чеченского села Устаргордой (ныне город Аргун). Ему досталась земля вдоль реки Дишни-Шавдан, которую обрабатывали наёмные рабочие. Они намеренно подожгли склады Башир-Шейха, где хранилось зерно. В ответ мюриды Башир-Шейха казнили злоумышленников, что вызвало судебное разбирательство со стороны царской администрации. Чтобы защитить своих учеников, Башир-Шейх взял всю ответственность на себя.
Учёный-арабист подпоручик Алимурза Хасамурзаев, который был кадием чеченского суда при Чеченском управлении, учреждённом царской администрацией в 1852 году, был большим другом Башира. Однако Башира всё равно заключили в тюрьму во Владикавказе.
Когда кадия Алимурзу представили к повышению в звании за усердную службу правительству, он попросил царское командование освободить своего друга Башира Гокиева из тюрьмы. Начальство удовлетворило просьбу уважаемого духовного лица, но оставило ему присвоенное звание.
Башир-Шейх был досрочно освобождён из тюрьмы после двух лет заключения. Однако, разочаровавшись в царской администрации, он стал абреком и вернулся к Шамилю.
Позже Алимурза Хасамурзаев попросил себе в наследственное владение землю у реки Дишни-Шавдану, которая примыкает к рекам Аргун и Сунжа, где когда-то находились Азерсановские мельницы. В начале 1855 года Башир-Шейх тайно поехал проповедовать тарикат на Кумыкскую плоскость, где был выслежен и арестован начальником Кабардинского полка генерал-майором бароном  Леонтием Павловичем Николаи.
Шамиль в своем письме генералу ходатайствует об освобождении Башир-Шейха: 

«От князя (эмира. – А. Д.) мусульман Шамиля к начальнику русских генералу барону. Мы слышали, что вы собрали бедные семейства, которые вышли из Джара для пропитания своих семейств; это неприлично с вашей стороны. И также мы слышали, что вы посылаете наших абреков, которые находятся у вас в руках, в Сибирь. По этому делу вы не обманываете меня, а обманываете сами себя, и с этим вы пошлете ваших пленных в гроб; у вас есть Сибирь, а у нас гроб..

Последнее слово мое: если вы передадите всех пленных абреков, начиная от Башира, в таком случае вы получите своих пленных, и я буду ожидать от вас ответа, имеете ли вы намерение отдать наших и взять своих, и прошу вас выбирать из двух одно: возьмете ли ваших пленных или же оставите здесь, на что жду от вас скорого ответа. Рамазана 8-го дня 1271 года [10 мая 1855 года]»— Имам Шамиль
На это письмо Имама шамиля барон Л. П. Николаи ответил 15 мая того же года:

«Хасав-Юрт. Высокостепенному имаму Шамилю. Я только что возвратился из поездки и мне ваш посланный вручил ваше письмо. Признаюсь, что оно меня очень удивило и могло бы даже оскорбить. Я очень знаю, что стыдно и очень стыдно обманывать; поэтому я до сих пор никогда не обманывал и надеюсь, что и впредь этого не будет. У нас это считается грешным, а для благородного человека унизительным. Не моя вина, если вы верите коварным языкам таких людей, которые, по ненависти или невежеству, готовы всегда нас оклеветать; они близки вам, я же далек; поэтому они остаются правыми...
Вы, имам, полновластны в ваших владениях и я знаю, что вам только нужно сказать одно слово, чтобы пленников освободить или послать в гроб. Но я подобной власти не имею; у меня есть начальники, и против закона я не могу поступить. Поэтому я не могу так скоро действовать, как вы. Я у вас просил списка пленных ваших, которых вы желаете освобождения, и по получении его сейчас послал его в Грозную и в Тифлис, и не обещал даже вам ответа к сроку: сын ваш скажет вам как далеко до тех мест, и он может вам объяснить порядки наши.
Башир же сам абрек и скрытно приходил подучать наших мирных кумык к измене; я его давно стерег и наконец он попался; я его наказал так, как и вы, вероятно, наказали бы у вас подобный проступок.

То, что я обещал, то я сдержу, но я никогда не обещал, что не буду впредь наказывать тех, которые будут оказываться виновными против нашего правительства...».— барон Л. П. Николаи
В 1834 году Абу присутствовал на собрании лидеров антиколониального движения (Дивана) Дагестана и Чечни, где выбирали имама. Ему предложили возглавить газават, но Абу отказался, объяснив, что он хромой и русские будут смеяться над горцами, считая, что они не нашли здорового лидера. Среди других кандидатов были Ташав-Хаджи из Эндери и Уди-Мулла из Старого Юрта. В итоге выбор пал на Шамиля, ближайшего соратника имама Гази-Магомеда. Ташав-Хаджи, Уди-Мулла и Абу стали наибами Шамиля.
В начале 40-х годов XIX века Абу переехал из Дишни-Ведено в столицу имамата — Дарго. Там покоится прах матери шайха — Аху (Ахав). Летом 1843 года имам Шамиль посетил дом Абу в Дарго, где они решили атаковать крепость Внезапную в ближайшем будущем. Абу надеялся таким образом вернуть земли своих предков в окрестностях Эндирея. Осенью 1843 года нападение на крепость состоялось, но ожидаемого успеха достичь не удалось.
В 1840-х годах XIX века Умалат-Шейх передал иджазу (разрешение возлагать на мюридов вирд — обязанность) своему ученику Абу и назвал его Баширом. С тех пор Абу стал носить имя Башир.
Башир-Шейх не проходил специального религиозного обучения. Он начал своё обучение у Умалат-Шейха, наставника из Сержень-Юрта. Впоследствии Умалат-Шейх поручил своему ученику основать собственное братство — вирд. Таким образом, Башир-Шейх стал главой нового братства накшбандийского тариката, учение которого распространилось по Чечне (Надтеречный, Урус-Мартановский и другие районы) и приграничным регионам Дагестана. У Башир-Шейха обучались такие шейхи, как Элах-Мулла, Усман-Хаджи (Упа), Хож-Ахмед (Ташкичу) и Герихан-Хаджи (Костек, ныне Республика Дагестан). Башир-Шейх имел сотни мюридов в чеченских аулах Курчалой, Элисхан-юрт и других.
Исследователи считают, что главной чертой характера Башир-Шейха была богобоязненность, которую он приобрёл благодаря многолетним усилиям. Последние годы своей жизни Башир-Шейх провёл в своём имении в Аксае, где и скончался в 1873 году. Последователи и ученики шейха построили зиярат на его могиле. Башир-Шейх завещал, чтобы его потомков хоронили в Аксае, на семейном кладбище рядом с ним.

## Семья
У Башир-Шайха было четыре сына: Апти (Абдулмуталип), Арби, Саид, Халид (Халад), и две дочери: Хабибат (Мамалай) и Тайбат. Все они имели религиозное образование, но один из них (Апти) продолжил дело своего отца.
В 1832 году Башир-Шейх успел заключить первый брак с чеченкой из Дишни-Ведено – Сапи (Сапюв), которая в 1833/34 г. родила ему первенца – Абдулмуталипа, позже ставшего известным шайхом с религиозным именем Апти. Вторая жена Башир-Шейха (Абу) – Саният из Аксая, родила сыновей Арипа (чечен. Iарб) и Саида. Третья жена – Ажу (Ажав) из Аксая, родила младшего сына Халида. В четвёртый раз Башир-Шейх женился на татарке Асият (чеч. — Асет), происходившей из состоятельной семьи, когда был отправлен в ссылку в Астрахань на пять лет. От неё не было детей.

## Память
Именем Башир-Шейха названы мечеть в городе Хасавюрт, в селе Аксай его имя носит улица, на которой жил шейх, в Мескер-Юрте в честь Башир-Шейха названа одна из улиц, также его имя носить мечеть в с. Гойское.
В селение Аксай (Ташкечу) Республики Дагестан находятся «Абун-Аптин зераташ» - могилы с гробницами святых праведников Абу (Башир-шейх) и Апти.